# Regression
Regression is een film uit 2015, geschreven en geregisseerd door Alejandro Amenábar. De film ging op 18 september in première op het Internationaal filmfestival van San Sebastian. 

## Verhaal
Minnesota, 1990. John Gray, een man van middelbare leeftijd, wordt aangehouden op beschuldiging van seksueel misbruik van zijn 17-jarige dochter Angela. Rechercheur Bruce Kenner is belast met het onderzoek. Het is wel vreemd dat John de vreselijke feiten toegeeft en eraan toevoegt dat hij zich niets herinnert. Kenneth Raines, een gereputeerde professor in de psychologie, wordt door de politiediensten te hulp geroepen. Hij zal proberen via de weg van de regressietherapie de herinneringen van Gray te activeren en hem zo de feiten te doen herbeleven. Tegelijkertijd doen meer en meer geruchten over satanisch ritueel misbruik de ronde in het land. Kenner gaat helemaal op in het onderzoek dat steeds maar verder uitdeint en raakt geleidelijk aan de trappers kwijt.

## Rolverdeling
| Acteur           | Personage                                |
| ---------------- | ---------------------------------------- |
| Ethan Hawke      | rechercheur Bruce Kenner                 |
| Emma Watson      | Angela Gray                              |
| David Thewlis    | professor Kenneth Raines                 |
| Lothaire Bluteau | dominee Murray                           |
| Dale Dickey      | Rose Gray, grootmoeder van Angela en Roy |
| David Dencik     | John Gray, vader van Angela en Roy       |
| Peter MacNeill   | politie-inspecteur Cleveland             |
| Devon Bostick    | Roy Gray                                 |
| Aaron Ashmore    | rechercheur George Nesbitt               |